# Rookies
Rookies (ルーキーズ Rūkīzu?) es un manga japonés shōnen escrito e ilustrado por Masanori Morita. La serie se presentó en Weekly Shōnen Jump durante su ejecución original de 1998 a 2003. El manga se ha adaptado a una serie de televisión que se transmitió en Tokyo Broadcasting System entre el 19 de abril de 2008 y el 26 de julio de 2008. La serie se lanzó más tarde en DVD de TC Entertainment y la banda sonora lanzada el 28 de junio de 2008. El final de la serie de TV fue en forma de una película, llamada Rookies: Graduation (Rｏｏｋｉｅｓ－卒業－ Rookies -Sotsugyō?) que se estrenó en cines japoneses el 31 de mayo de 2009.
Rookies es la historia de un profesor aficionado, Koichi Kawato, que se enfrenta al desafío de guiar un club de béisbol de la escuela secundaria compuesto por delincuentes. Los estudiantes son cautelosos con él y con frecuencia amenazan a Kawato, pero él se niega a abandonarlos y continuamente habla muy bien de reconocer sus sueños. Finalmente, el equipo se reúne y dedican su tiempo a cumplir su sueño de ir al Koshien.

## Trama
Koichi Kawato es el nuevo profesor de japonés en la afamada escuela secundaria Futakotamagawa, cuyo club de béisbol está compuesto por matones y matones que han sido suspendidos por un año en todas las competiciones escolares, por causar una pelea durante un partido oficial. El maestro recién nombrado descubre que los miembros del club que quedan solo están interesados en las mujeres, fumando y no haciendo nada bueno hasta que, bajo la guía de Kawato, reconocen que el béisbol es lo que realmente aman hacer. Kawato también les enseña que deben seguir sus sueños, y para ellos, poder llegar a la final del torneo nacional de la escuela secundaria en Koshien (prefectura de Hyogo) es lo que siempre han deseado. Sin embargo, llegar a Koshien no es nada fácil ya que los esperan muchos obstáculos.

## Personajes

### Maestros
Koichi Kawato
Koichi Kawato es un maestro joven, optimista y altamente honorable que cree firmemente en seguir sueños. También intenta establecer relaciones más personales con sus alumnos, incluso memorizando todos sus nombres de la lista de la clase. Después de prometer a un estudiante que protegerá al equipo de béisbol de la escuela, se convierte en el asesor del equipo. Más tarde se descubre que renunció a su última escuela después de pelearse con un estudiante y se comprometió a no volver a golpear a nadie más. A pesar de esto, fue casi universalmente amado en su última escuela e intentaron (sin éxito) lograr que regresara.
Vicedirector Ikebe
El vicedirector Ikebe es un exmiembro del equipo de béisbol que alguna vez llegó a Koshien. A pesar de que al principio parecía tenso y estricto, a menudo le daba conferencias a Kawato sobre los detalles más pequeños, luego se calienta con Kawato. Cuando el equipo comienza a jugar de nuevo, Ikebe se convierte en su entrenador, prestando su experiencia.
Director Murayama
El director Murayama es el excapitán del equipo de béisbol de hace 43 años, cuando el equipo fue a Koshien. Alberga un resentimiento para el equipo de béisbol actual, ya que considera que están empañando el legado que dejó atrás y está dispuesto a hacer cualquier cosa para expulsarlos a todos. Sin embargo, después de presenciar su primer partido contra Yoga Daiichi, comienza a considerar al equipo de béisbol de manera más positiva. Cuando el entrenador de Yoga Daiichi amenaza con presentar cargos de asalto contra Kawato por golpearlo durante su juego, Murayama se responsabiliza de Kawato y renuncia.

### Equipo de béisbol
Toru Mikoshiba
Toru Mikoshiba es el capitán del equipo. Aunque no violento e inteligente, a menudo se ve afectado por el nerviosismo y la inseguridad. Él, sin embargo, sabe cuándo tomar una posición y liderar el equipo. Originalmente era el gofer cuando aún eran un grupo de matones.
Keiichi Aniya
Keiichi Aniya es el lanzador principal del equipo. Era bien conocido en la escuela secundaria, pero perdió su motivación después de que un lanzador que lo había golpeado no pudo ponchar a nadie en el Estadio Koshien. A pesar de engañar con otras chicas, está enamorado de su amigo de la infancia, Toko Yagi. Una vez dijo que la razón por la que jugaba tanto era porque ella no salía con él. Sin embargo, después de comenzar a entrenarse para el béisbol, dejó de salir con tanta frecuencia.
Shuta Sekikawa
Shuta Sekikawa es el miembro más rápido del equipo y luce un mohawk que es "duro como una roca" debido a la cantidad de productos de estilo que utiliza. Cuando deja caer su cabello (lava los productos de peinado), su velocidad aumenta considerablemente. Fue el segundo en ser convencido por Kawato para unirse oficialmente al equipo, después de Mikoshiba.
Kei Shinjo
Kei Shinjo estaba originalmente enojado con los otros miembros por comenzar a dejar atrás la vida de pandillas, y procedió a herirlos gravemente. Más tarde se le reveló que se preocupaba profundamente por su amistad con el equipo, pero se mostró reacio a reunirse debido a sus acciones. Más tarde se reincorpora y trabaja el doble de duro para compensar sus acciones. Él tiene grandes habilidades de bateo, pudiendo alcanzar una línea de 115 metros. Su swing se describe como ser capaz de cortar el viento.
Yuya Okada
Yuya Okada es un miembro racional que mantiene su cabello en rastas largas. Es, con mucho, el más tranquilo y sabio del grupo, aunque quizás no sea el más maduro. Se ha mencionado que obtiene buenas calificaciones, junto con Mikoshiba y Shinjo.
Tetsuro Yufune
Tetsuro Yufune es un jugador nervioso que utiliza su técnica de bateo "Cat Swing", en la que grita "Miau" antes de golpear la pelota, para lograr una mayor precisión. También está enamorado de la maestra de inglés, Rie Mayumi, pero no puede confesar sus sentimientos hacia ella, y elige saltar desde un balcón (gritando "MEOW" como lo hace cuando está nervioso) en lugar de hacerlo.
Kiyooki Hiyama
Kiyooki Hiyama es uno de los peores bateadores del equipo, a menudo burlado por otros equipos como "el rey barbudo ponche". Aunque es de mal genio, se negó a luchar contra unos cuantos muchachos de Megurogawa que lo atacaron para evitar la descalificación del equipo. Sin embargo, después de la práctica constante, logró mejorar sus golpes.
Tomochika Wakana
Tomochika Wakana es el único jugador capaz de atrapar constantemente los lanzamientos de Aniya, aunque originalmente no pudo mantener los ojos abiertos cuando la pelota llegó a él. Con la ayuda de Hiyama, Wakana pudo superar este obstáculo. Se le considera el creador de humor del equipo.
Taira Hiratsuka
Taira Hiratsuka es un miembro fuerte que casi no tiene habilidad en el béisbol. Sin embargo, él es capaz de lograr golpes increíbles usando el instinto de supervivencia, particularmente cuando una pelota es lanzada a su cabeza. Él es a menudo ignorado por sus compañeros de equipo e incluso Kawato, no por despecho sino porque simplemente no lo notan. Él está muy enamorado de Toko Yagi después de que ella lo abofeteó por burlarse de Shinjo.
Shinobu Imaoka
Shinobu Imaoka es el jugador ambidiestro del equipo y se considera extraño entre varios de sus compañeros. Tiene un talento sorprendente para el deporte, tiene un gran sentido del béisbol y es capaz de batear y lanzar bien. Es muy amigo de Hiratsuka y se refiere a él por el apodo de "Hiracchi".
Shouji Akaboshi
Shouji Akaboshi es uno de los dos primeros años que se unen después del grupo principal de diez. Él era un jugador experto que también era muy conocido en la escuela media y soñaba con poder competir en las Grandes Ligas de Béisbol. Al principio, parecía arrogante, afirmando que solo necesitaba la escuela secundaria para aprender inglés y se negaba a unirse al equipo de béisbol cuando los veía debajo de él. Sin embargo, estaba practicando en secreto con un equipo universitario, algo que Yagi y Aniya descubrieron accidentalmente. Cuando se convenció de unirse al equipo, descubrió que todos tenían tanto o incluso más talento que él, lo que lo llevó a trabajar mucho más por su lugar en el equipo.
Hamanaka Taiyou
Hamanaka Taiyou es uno de los dos primeros años que se unen después del grupo principal de diez, siendo un año más joven que el resto. Al principio, él era un matón que golpeaba a viejos por dinero. Después de un encuentro con Hiratsuka, comenzó a modelarse a sí mismo después de Hiratsuka, a quien consideraba un jugador brillante. Después de darse cuenta de la verdad, Hamanaka aún se unió al equipo de béisbol, aunque se le considera inútil.
Toko Yagi
Toko Yagi es la gerente del equipo de béisbol y amiga de la infancia de Aniya, por quien ella tiene sentimientos románticos. Tiene un gran sentido del béisbol y capacidades de gestión, hasta el punto en que ella y Mikoshiba perdieron a todos durante su charla de béisbol.